# Imperial (Kalifornien)
Imperial ist eine Stadt im Imperial County im US-Bundesstaat Kalifornien.
Das U.S. Census Bureau hat bei der Volkszählung 2020 eine Einwohnerzahl von 20.263 ermittelt. Die geographischen Koordinaten sind: 32,84° Nord, 115,57° West. Das Stadtgebiet hat eine Größe von 10,1 km² und befindet sich an der California State Route 86.

## Söhne und Töchter der Stadt
- Andy Ruiz (* 1989), Boxer